# Eritema palmar
L'eritema palmar és l'envermelliment dels palmells a les eminències tènar i hipotènar.:139

## Causes
S'associa amb diversos canvis fisiològics i patològics, o pot ser una troballa normal:
- Hipertensió portal
- Hepatopatia crònica
- Embaràs
- Policitèmia
- Tirotoxicosi
- Artritis reumatoide (especialment en pacients amb policitèmia)[2]
- Èczema i psoriasi
- Telangièctasis profundes
- Infecció per Coxsackievirus A (febre aftosa humana)[3]
- Sífilis secundària[3]
- Malaltia de Kawasaki
- Reacció adversa al fàrmac: eritrodisestèsia palmoplantar (eritema acral)
- Febre de les Muntanyes Rocalloses[3]

Com que els nivells circulants d'estrògens augmenten tant en la cirrosi com en l'embaràs, es pensava que els estrògens eren la causa principal de l'augment de la vascularització. Més recentment, l'òxid nítric també ha estat implicat en la patogènesi de l'eritema palmar.